# Larry Stewart
Larry Alexander Stewart (Filadelfia, Pensilvania; 21 de septiembre de 1969) es un exjugador y entrenador de baloncesto estadounidense cuya carrera profesional se desarrolló en distintos clubes de la NBA y de Europa. Con 2,03 de altura, jugaba en la posición de alero. Desde 2023 es el entrenador jefe de la Universidad Estatal Coppin

## Trayectoria

### Inicios
Asistió al instituto Dobbins Technical High School en Filadelfia (Pensilvania).
Luego pasó tres temporadas con los Coppin State Eagles de la Universidad Estatal Coppin.

### Profesional
[actualizar]